# 헤레디움

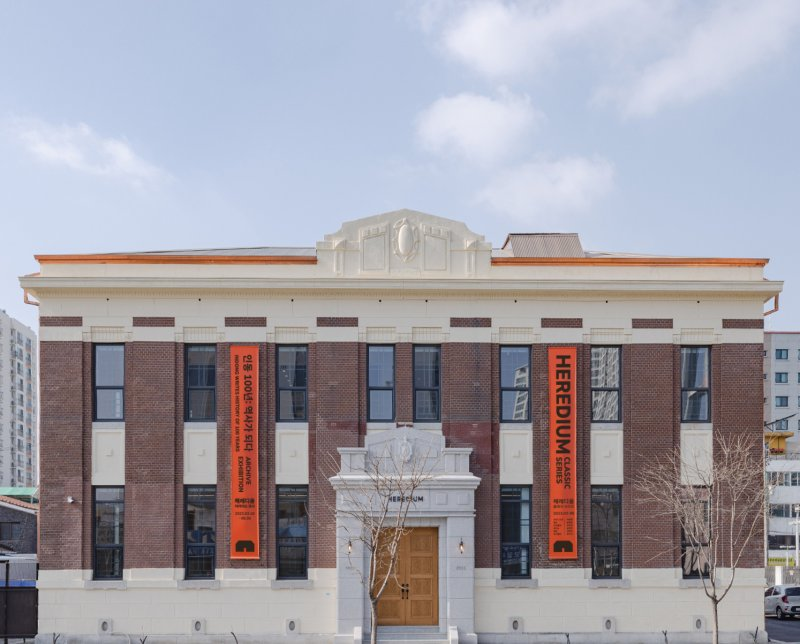
HEREDIUM

헤레디움(Heredium)은 대한민국 대전광역시 동구 대전로 735에 위치한 복합문화예술공간이다. 1922년에 건립된 구 동양척식주식회사 대전지점 건물을 복원하여 재탄생한 공간으로, 근대 건축물로서의 역사적 가치를 보존하며 다양한 문화예술 활동을 제공한다.

#### 역사
1922년 일제강점기 시절 동양척식주식회사 대전지점으로 설립되었다. 동양척식주식회사는 식민지 수탈의 대표적 기관으로, 이 건물은 대전 지역의 거점으로 사용되었다. 2004년 9월 4일, 이 건물은 근대 건축물로서의 가치를 인정받아 국가등록문화재 제98호로 지정되었다.
2022년, 재단법인 CNCITY마음에너지재단이 2년 이상의 복원 작업을 통해 이 건물을 복합문화예술공간인 "헤레디움"으로 새롭게 개관하였다.

#### 운영 정보
- 운영 시간:
  - 수요일~일요일: 오전 11시 ~ 오후 7시
  - 휴관일: 월요일, 화요일
- 위치: 대전광역시 동구 대전로 735
- 접근성: 대전역에서 도보로 약 10분 거리
- 주차 시설: 건물 뒤편에 주차 공간 마련 (공간 협소, 대중교통 이용 권장)

#### 건축적 특징
- 양식: 절충주의 서양식 건축
- 구조: 철근콘크리트
- 외관: 붉은 벽돌과 경사지붕으로 구성된 2층 규모
- 특징: 1920년대 근대 건축양식의 대표적 사례로, 당시 건축 기술과 미적 감각을 반영한다

#### 명칭의 의미
"헤레디움(Heredium)"은 라틴어로 "유산으로 물려받은 토지"를 뜻한다. 이 이름은 과거의 역사적 유산을 계승하고 보존하겠다는 의지를 담고 있다.

#### 문화적 의의
헤레디움은 일제강점기 건축물의 보존과 현대적 활용을 통해 과거와 현재가 조화롭게 공존하는 대표적 사례이다. 이를 통해 지역 문화와 역사를 알리고, 시민들에게 예술적 체험과 역사적 성찰의 기회를 제공한다.

#### 현재 활용
헤레디움은 시민들에게 예술적 영감을 제공하는 복합문화예술공간으로 활용되고 있다. 전시와 클래식 공연 등 다양한 프로그램을 통해 대전 지역 문화 발전에 기여하고 있다.

#### 헤레디움 주요 전시 및 공연
헤레디움은 개관 이후 다양한 전시회를 통해 관람객들에게 예술적 경험을 제공하고 있다. 

#### 인동 100년: 역사가 되다
- 기간: 2023년 3월 16일 ~ 2023년 6월 30일
- 내용:
  - 헤레디움이 위치한 인동 지역에서 일어났던 만세운동을 기념하는 아카이브 전시
  - 구 동양척식주식회사 건물의 역사적 특수성을 바탕으로, 인동의 만세운동과 동척의 역사, 건축적 가치를 소개
  - 지역사회의 독립운동 역사를 재조명하며, 관람객들에게 역사적 성찰의 기회를 제공

#### 헤레디움 클래식 시리즈 시즌 I
- 기간: 2023년 4월 7일 ~ 2023년 4월 21일
- 내용:
  - 4월 7일: 'Chamber Music in Heredium (송영훈과 친구들)' 공연
  - 4월 21일: 'Spring Breeze' 공연
  - 다양한 클래식 음악 프로그램을 통해 관객들에게 수준 높은 음악 경험을 제공

#### 안젤름 키퍼: 가을 (Herbst)
- 기간:  2023년 9월 8일 ~ 2024년 1월 31일
- 내용:
  - 독일 현대 미술가 안젤름 키퍼의 작품을 선보이는 전시
  - '가을'을 주제로 한 작품들을 통해 자연과 인간, 역사와 문화를 탐구
  - 회화, 조각 등 다양한 매체를 활용하여 깊이 있는 미학적 경험을 제공

#### 헤레디움 시리즈: 지금, 여기, 현대미술
- 기간:  2024년 2월 16일 ~ 2024년 3월 17일
- 내용:
  - 현대미술의 다양한 측면을 조명하는 전시
  - 국내외 현대미술 작가들의 작품을 통해 현재의 예술적 흐름을 탐구
  - 회화, 조각, 설치미술 등 다양한 매체를 활용하여 관람객들에게 현대미술의 다채로움을 선사

#### 헤레디움 클래식 시리즈 시즌 Ⅱ
- 기간: 2024년 2월 20일 ~ 2024년 2월 24일
- 내용:
  - 피아니스트 신수정, 한동일, 김용배 등의 연주로 구성된 클래식 공연
  - 수준 높은 음악과 깊이 있는 해석으로 관객들에게 감동을 선사
  - 헤레디움의 고품격 음악 시리즈로, 클래식 음악 애호가들에게 큰 호응을 얻음

#### 레이코 이케무라: 수평선 위의 빛
- 기간: 2024년 4월 3일 ~ 2024년 8월 4일
- 내용:
  - 일본 출신의 현대 미술가 레이코 이케무라의 작품을 선보이는 전시
  - '수평선 위의 빛'을 주제로, 자연과 인간의 관계를 탐구하는 작품들로 구성
  - 회화, 조각 등 다양한 매체를 통해 서정적이고 명상적인 예술 세계를 표현

#### 렛츠클레이 썸머 뮤직 페스티벌 & 마스터클래스
- 기간: 2024년 8월 12일 ~ 2024년 8월 17일
- 내용:
  - 다양한 음악가들의 공연과 워크숍을 포함한 여름 음악 축제
  - 관객들과 음악 애호가들에게 풍성한 예술적 경험을 제공
  - 음악 마스터클래스를 통해 전문적이고 심도 있는 교육 기회를 제공
  - 클래식과 현대 음악이 조화롭게 어우러지는 독특한 프로그램으로 구성됨

#### 마르쿠스 뤼페르츠: 죄와 신화, 그리고 다른 질문들
- 기간: 2024년 9월 1일 ~ 2025년 2월 28일 [전시중]
- 내용:
  - 독일 현대 미술의 거장 마르쿠스 뤼페르츠의 작품을 선보이는 전시
  - 죄와 신화, 인간 존재에 대한 다양한 질문을 중심으로 구성
  - 그림, 조각 등 다양한 매체를 활용하여 철학적이고 미학적인 탐구를 제시

#### 참조
- 헤레디움 공식 홈페이지
- 헤레디움 인스타그램